# РПГ-43
РПГ-43 (Ручна Протитанкова Граната зразка 1943 року, рос. ручная противотанковая граната образца 1943 года). Індекс ГАУ — 57-Г-731 — ручна протитанкова граната, призначена для ураження танків, а також інших броньованих цілей.
Заряд має конічну форму для створення вузькоспрямованого (кумулятивного) вибуху в напрямку від ручки. В основі ручки, під конічним кожухом знаходиться стрічковий стабілізатор (парашут) з тканини. Він необхідний для підтримки орієнтації гранати і, відповідно, направлення вибуху перпендикулярно площині броні.
Інерційно-пружинний ударник миттєво спричиняє підрив. Під час вибуху утворюється кумулятивний струмінь, швидкістю близько 1 200-1 500 м/с. При цьому тиск струменя досягає 100 000 кгс/см², чого при діаметрі корпусу в 95 мм достатньо для пробивання 75 мм броні. Незабаром з'ясувалося, що детонацію краще проводити на відстані від цілі, приблизно рівній діаметру корпусу. У результаті була розроблена граната РПГ-6 з обтічником у вигляді півсфери попереду корпусу.
Попри це, зважаючи на простоту конструкції, граната РПГ-43 виготовлялася разом з досконалішої гранатою РПГ-6 і використовувалася Червоною Армією до кінця Другої світової війни, а потім передавалася арміям дружніх СРСР країн.

## ТТХ
- Бронебійність — до 75 мм.
- Максимальна дальність кидка з землі 15 — 20 метрів.
- Граната зазвичай кидається на танк, для потрапляння на башту або на двигун.